# Matt Mobley
Matt Mobley (Worcester, 1 september 1994) is een Amerikaans basketballer.

## Carrière
Mobley speelde collegebasketbal voor Central Connecticut Blue Devils van 2013 tot 2015. En daarna van 2016 tot 2018 voor St. Bonaventure Bonnies. In 2018 werd hij niet gekozen in de NBA draft maar speelde wel in de NBA Summer League voor de Utah Jazz. Mobley startte zijn profcarrière in de Belgische competitie bij Spirou Charleroi. In de zomer van 2019 tekende hij in de Franse competitie bij Élan Béarnais maar tekende in oktober al bij het Turkse ITU BK. In februari 2020 tekende hij bij het Duitse Fraport Skyliners maar speelde door het vroegtijdige eindigden van de competitie maar een wedstrijd voor hen. Hij speelde in de zomer van 2020 voor de Armored Athlete in The Basketball Tournament.
In september 2020 tekende hij opnieuw bij Fraport Skyliners voor het seizoen 2020/21. In de zomer van 2021 tekende hij in de Spaanse competitie bij Basket Zaragoza. Eind augustus 2022 tekende hij bij ratiopharm Ulm opnieuw in de Duitse competitie. In november 2022 tekende hij bij TNT Tropang Giga in de Filipijnen als vervanger van Cameron Oliver. In januari 2023 tekende hij bij JDA Dijon Basket in de Franse competitie. Begin oktober 2023 tekende hij bij Taipei Taishin Mars in Taiwan maar zonder te spelen verliet hij de club alweer begin november 2023.
In januari 2024 tekende hij bij het Franse SLUC Nancy maar verliet de club en tekende en in maart 2024 bij het Poolse Wilki Morskie Szczecin waar hij de rest van het seizoen uit speelde.

## Erelijst
- All-Pro Basketball League Teams: 2019